# Mabel Watson Raimey
Mabel Watson Raimey (Milwaukee, Wisconsin, 12 de desembre de 1895 - Milwaukee, 1 de desembre de 1986) fou una advocada nord-americana.
El 1918, Raimey va ser la primera dona afroamericana a obtenir un títol de batxiller per la Universitat de Wisconsin-Madison. Tenia diversos avantpassats blancs i la pell clara, raó per la qual la gent es pensava que era blanca. No havia dit mai que fos negra perquè ningú li havia preguntat.
Raimey va treballar inicialment com a educadora al districte escolar de Milwaukee fins que es va descobrir que tenia ascendència negra. Després va ser acomiadada i, mentre treballava com a secretària legal, Raimey va decidir assistir a un programa nocturn de dret ofert per la Marquette University Law School.
El 1927, Raimey es va convertir en la primera dona afroamericana admesa per exercir el dret a Wisconsin. La següent dona afroamericana en ser admesa no va ser fins a l'any 1951.
Raimey va ser molt activa en qualsevol organització que impliqués millorar les condicions dels afroamericans a la comunitat de Milwaukee.
El 1972 es va haver de retirar bruscament a causa d'un ictus greu.
El 1984, Raimey va rebre el reconeixement honorífic de la Association of Black Women Attorneys.
Va morir l'any 1986 per complicacions derivades d'una pneumònia.